# Bonania domingensis
Bonania domingensis är en törelväxtart som först beskrevs av Ignatz Urban, och fick sitt nu gällande namn av Ignatz Urban. Bonania domingensis ingår i släktet Bonania och familjen törelväxter. Inga underarter finns listade i Catalogue of Life.